# فيرا ماي غرين
فيرا ماي غرين (بالإنجليزية: Vera Green)‏ هي عالمة الإنسان أمريكية، ولدت في 6 سبتمبر 1928 في شيكاغو في الولايات المتحدة، وتوفيت في 16 يناير 1982 في برينستون في الولايات المتحدة.